# CONCACAF Women's Gold Cup
La CONCACAF Women's Gold Cup (ufficialmente CONCACAF W Gold Cup) è una competizione calcistica continentale per squadre nazionali femminili, riservata alle federazioni affiliate alla CONCACAF e disputata con cadenza biennale.

## Ideazione
Il 10 dicembre 2020, il Consiglio della CONCACAF ha approvato la struttura e il calendario di una competizione analoga alla CONCACAF Nations League per le nazionali maggiori femminili, con lo scopo di aumentare il numero di partite disputate dalle nazionali femminili di tutte le federazioni della CONCACAF.
Tuttavia, per il momento non vennero definiti ufficialmente il nome e il logo del torneo. La presentazione ufficiale arrivò il 19 agosto 2021, quando venne annunciato che la competizione sarebbe stata denominata CONCACAF Women's Gold Cup (ufficialmente CONCACAF W Gold Cup), riprendendo il nome ufficiale del campionato nordamericano di calcio femminile dal 2000 al 2006, con l'intento di promuovere la nuova competizione a principale torneo di calcio femminile del continente nordamericano.

## Formula

### Qualificazioni
Secondo il formato adottato dall'edizione 2024, alla fase finale della competizione prenderanno parte 12 squadre: le 2 squadre qualificate per le Olimpiadi estive, 4 squadre ospiti provenienti da altre confederazioni e le 6 squadre promosse attraverso le qualificazioni.
Le qualificazioni, ufficialmente denominate Road to CONCACAF W Gold Cup, prevedono una prima fase a gironi, alla quale accedono 33 squadre divise in tre leghe (A, B e C). Ciascuna lega è formata da tre gironi all'italiana, contenenti tre squadre ciascuno nella Lega A e quattro squadre nelle Leghe B e C. Le tre vincenti dei gironi della Lega A si qualificano direttamente alla finale, mentre le seconde dei gironi della Lega A e le vincitrici dei gironi della Lega B si contendono gli ultimi tre posti per la fase finale.

### Fase finale
Le partecipanti alla fase finale saranno divise in tre gironi all'italiana da quattro squadre ciascuno. Accederanno alla fase a eliminazione diretta 8 squadre: le prime due di ogni girone e le due migliori terze classificate. La fase a eliminazione diretta prevederà quarti di finale, semifinali e una finale per decretare il campione.

## Albo d'oro
| Anno | Sede        | Vincitrice  | Risultato | Finalista | Semifinaliste  | Squadre |
| ---- | ----------- | ----------- | --------- | --------- | -------------- | ------- |
| 2024 | Stati Uniti | Stati Uniti | 1-0       | Brasile   | Canada Messico | 12      |